# لاري هندرسون
لاري هندرسون هو رئيس تحرير صحيفة كندي، ولد في 4 سبتمبر 1917 في مونتريال في كندا، وتوفي في 27 نوفمبر 2006 في لندن في كندا.